# Prima battaglia di Panipat
La Prima battaglia di Panipat (in urdu پانی پت کی پہلی لڑائی‎?), avvenuta il 21 aprile 1526, fu un fatto d'armi combattuto tra le forze dell'invasore di Bābur e la dinastia Lōdī (o Lōdhī). Ebbe luogo nell'India settentrionale e la sua conseguenza fu la fine della dinastia che regnava a Delhi e l'inizio del dominio Mughal. Fu una delle prime battaglie in cui si fece uso delle armi da fuoco e delle artiglierie da campo nel subcontinente indiano, grazie al largo impiego da parte delle forze moghul.

## Antefatti
Dopo aver perduto Samarcanda per la seconda volta, Bābur si dedicò nel 1519 al suo progetto di conquista dell'India. Fino al 1524, il suo obiettivo era quello di espandere la sua autorità al Punjab, anche per onorare il lascito del suo antenato Timur, poiché quei territori facevano parte del suo impero. In quell'epoca, parte dell'India settentrionale era sotto il controllo di Ibrāhīm Lodī, della dinastia Lōdī, ma l'impero si stava sgretolando e c'erano molti disertori. Bābur ricevette l'invito a intervenire da Dawlat Khān Lōdī, governatore del Punjab, e da ʿAlāʾ al-Dīn, zio di Ibrāhīm. Egli allora inviò un suo ambasciatore da Ibrāhīm, chiedendogli di riconoscere che egli (Bābur) era il legittimo sovrano del paese. Tuttavia l'ambasciatore fu imprigionato a Lahore per essere rilasciato mesi dopo.
Bābur partì per Lahore (Punjab pakistano) nel 1524 ma scoprì che Dawlat Khān era stato respinto dalle forze militari inviate da Ibrāhīm Lōdī. Quando giunse a Lahore, l'esercito Lōdī fuggì e fu messo in rotta. In tutta risposta, Bābur dette fuoco alla città e colpì la popolazione della città per due giorni, per poi marciare su Dipalpur, nominando suo governatore un altro zio ribelle dei Lōdī: ʿĀlam Khān. Questi fu rapidamente detronizzato e fuggì a Kabul ma Bābur lo rifornì di truppe che poi si unirono a Dawlat Khān Lōdī, facendo crescere il numero dei loro combattenti a circa 30 000 uomini. Essi assediarono Ibrāhīm Lōdī a Delhi che però li sconfisse e respinse l'esercito di ʿĀlam Khān, e Bābur capì che i Lōdī non gli avrebbero mai consentito di occupare il Punjab.

## Battaglia
Sapute le dimensioni delle forze messe in campo da Ibrāhīm, Bābur fortificò il suo fianco destro addossandosi alla città di Pānīpat, mentre faceva scavare una trincea coperta di rami d'albero per assicurare la parte sinistra del suo schieramento. Al centro dispose 700 carretti (ʿaraba) assicurati insieme da corde. Tra due carretti fece disporre adeguate protezioni per i suoi uomini dotati di fucili a miccia e di artiglieria discretamente pesante. Lo stesso Bābur si dispose al coperto proprio lì, al fine di proteggersi al meglio.
Quando le forze di Delhi giunsero, Ibrāhīm scoprì che l'approccio per avvicinarsi all'esercito di Bābur era troppo angusto per manovrare convenientemente. Mentre Ibrāhīm disponeva un nuovo e più conveniente dispiegamento per ovviare al problema, Bābur con rapidità colse l'occasione per scagliare contro l'esercito Lōdī i fianchi del suo esercito (tulughma) in una sorta di movimento aggirante. Buona parte delle truppe Lōdī non fu in grado di entrare in azione, e fuggì quando la battaglia mutò fronte. Ibrāhīm Lōdī fu ucciso, mentre tentava di ritirarsi, e fu decapitato. 20 000 soldati Lōdī morirono in battaglia.

### Il vantaggio dei cannoni
I cannoni di Bābur, al comando di Ustād ʿAlī Qulī, si dimostrarono decisivi nel combattimento, innanzi tutto perché a Ibrāhīm mancava completamente l'artiglieria, ma anche perché il rombo dei cannoni terrorizzò gli elefanti di Ibrāhīm al punto tale da far imbizzarrire i pachidermi e far sbalzare fuori gli uomini che li montavano, che furono in gran parte calpestati, oltre a scompigliare irrimediabilmente lo schieramento delle truppe di Delhi.

### Tattiche

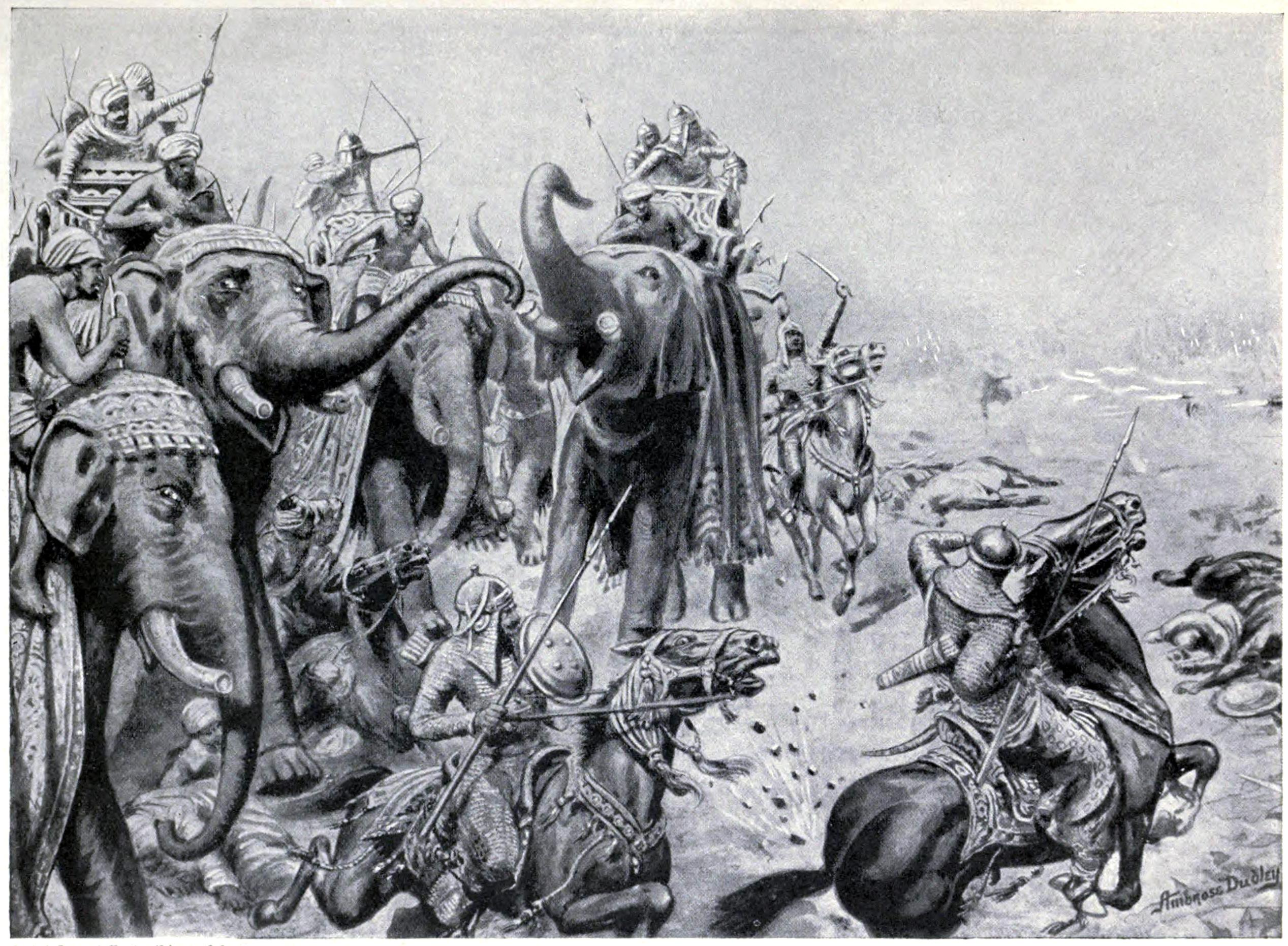
Bābur introdusse l'artiglieria da campo a Pānīpat, scompigliando irrimediabilmente l'esercito avversario a causa del panico indotto tra i suoi elefanti da guerra.

Le tattiche seguite da Bābur furono la tulughma  e la araba. Tulughma  significa dividere l'intero schieramento in varie unità, ossia la Sinistra, la Destra e il Centro (ghūl). Le unità di sinistra e di destra furono ulteriormente suddivise in uno schieramento di avanguardia e uno di retroguardia. Grazie a ciò, anche un esercito numericamente inferiore quanto a soldati poteva essere impiegato per circondare il nemico da tutti i lati. L'avanguardia del Centro fu poi provvista di carretti (ʿaraba) che furono collocati in linee che fronteggiavano il nemico, legati l'uno all'altro ad animali da traino con corde di cuoio. Dietro a essi furono posti cannoni protetti e attrezzati con scudi che potevano essere impiegati per manovrare facilmente i cannoni.
Questi due espedienti bellici resero l'artiglieria di Bābur letale. I cannoni potevano sparare senza che i serventi corressero alcun timore di ricevere danni, perché essi erano al riparo grazie alle protezioni dianzi sommariamente descritte.

## Conseguenze
La morte di Ibrāhīm Lōdī sul campo di battaglia e le pesanti perdite subite dal suo esercito spalancarono le porte alla conquista di Delhi e dei suoi territori a Bābur, che inaugurò una nuova e protratta fase per il suo Impero mughal.